# العشيق الأمريكي
العشيق الأمريكي (بالإنجليزية: American Gigolo)‏ هو فيلم نيو نوار أمريكي من تأليف وإخراج بول شريدر ومن بطولة ريتشارد جير، لورين هاتون، بيل ديوك وهيكتور أليزوندو، صدر الفيلم في 1 فبراير 1980.